# Trat
Trat é uma cidade da Tailândia, capital da província de Trat e do distrito de Mueang Trat. A cidade está no leste da Tailândia, na foz do rio Trat, perto da fronteira com o Camboja.